# Deadlock (film 2021)
Deadlock é un film statunitense del 2021 diretto da Jared Cohn.

## Trama
L'ex ranger d'élite Mack Karr attualmente lavora in una centrale elettrica in Georgia fino a quando alcuni criminali capeggiati da Ron Whitlock prendono il controllo dell'impianto prendendo in ostaggio i dipendenti, e Mack corre contro il tempo di evitare un massacro.